# ヤーノシュ・ツェグレディ
ヤーノシュ・ツェグレディ (Janos Cegledy、1937年 - ) は、ハンガリー生まれのユダヤ人ピアニスト、教授で、ホロコースト生還者。

## 生涯
ハンガリーのブダペストに生まれた。7歳でホロコーストから生き延び、10歳の時にニュージーランドに移住した。
ビクトリア大学 卒業後、ドイツ学術交流会(DAAD)の奨学金を得て、ドイツのザールラント州立音楽大学音楽院でフォルデシュ・アンドールに3年間師事。その御王立音楽アカデミー、ギルドホール音楽演劇学校でディプロマを取得。
初来日は1967年、デビューリサイタル及びNHKのテレビ番組に出演する。日本でもその実力を高く評価され、日本国内外で演奏活動や作曲活動を本格的に開始する。
2000年以降の主な活動は、2001年イェール大学、ワシントン大学 、デンバー大学などでレクチャー開催、2007年東京でソロリサイタル開催、2016年ブラジル・アポロ文化祭でコンサート出演等、精力的に活動している。
またレシェティツキ国際ピアノコンクール(台湾)、大阪国際音楽コンクール等、国内外のコンクール審査は数多い。後進の育成、美しい音楽の普及の一環として、1991年日本レシェティツキソサエティを発足。会長として尽力し続ける。
東邦音楽大学教授、武蔵野音楽大学講師を歴任し、現在は、ニュージーランド音楽学校(ヴィクトリア大学分校)客員教授、レシェティツキ国際サマーアカデミー(ウィーン)常任教授をしている。